# Naja christyi
Naja christyi (anteriormente Boulengerina christyi) é uma espécie de cobra venenosa pertencente à família Elapidae. A espécie é nativa da África Subsariana.
Anteriormente classificada no gênero Boulengerina, pesquisas recentes conduzidas por Wallach e colaboradores demonstraram que Boulengerina é, na verdade, um subgênero, e Boulengerina christyi é um sinônimo de Naja christyi. Não há subespécies conhecidas para esta espécie.

## Etimologia
Naja christyi foi descrita pela primeira vez pelo zoólogo belga-britânico George Albert Boulenger em 1904. O nome genérico Naja é uma latinização da palavra sânscrita nāgá (नाग) que significa "cobra".
O epíteto específico, christyi, homenageia o Dr. Cuthbert Christy [en], que liderou várias expedições biológicas na República Democrática do Congo.

## Descrição
N. christyi é uma cobra de tamanho médio a moderadamente longo, com corpo ligeiramente comprimido, moderadamente esguio, mas robusto, e cauda de comprimento médio que se afunila. A cabeça é curta, com cantos indistintos, e distinta do pescoço, que pode se expandir em um capuz. Os olhos são relativamente pequenos, com pupilas redondas. As escamas dorsais são lisas e brilhantes. O comprimento total médio de um adulto (incluindo a cauda) é de cerca de 1,1 m, mas pode atingir até 2,3 m.
A escama rostral é uma vez e meia mais larga que profunda, sendo visível de cima. As escamas internasais têm o mesmo comprimento que as pré-frontais e estão amplamente em contato com a pré-ocular. A escama frontal é pequena, não mais longa que larga, mais ampla na parte posterior, formando ângulos muito abertos na frente e atrás, não tão longa quanto sua distância da rostral, e metade do comprimento das parietais. A supraocular é muito mais estreita que a frontal. A nasal posterior está em contato com a única pré-ocular. Há duas ou três pós-oculares. As temporais são 2+2 ou 2+3. Há sete labiais superiores, com a terceira e a quarta entrando no olho, e a quarta e a quinta em contato com a pós-ocular inferior. Quatro labiais inferiores estão em contato com as geniais anteriores. As geniais posteriores são mais estreitas e um pouco mais curtas que as anteriores, separadas por uma escama. As escamas dorsais formam 19 fileiras no pescoço e 17 no meio do corpo. As ventrais totalizam 221. A anal é inteira. As subcaudais somam 70.
A coloração é marrom-escura no dorso. A nuca e o terço anterior do corpo apresentam faixas transversais irregulares marrom-claras e pretas, com o preto formando anéis no pescoço. O lábio superior é marrom-claro, com linhas pretas nas suturas entre as geniais. A superfície inferior da cabeça é branco-acinzentada. A barriga e a superfície ventral da cauda são escuras.

## Distribuição e habitat
N. christyi possui uma distribuição geográfica restrita, ocorrendo no oeste da República Democrática do Congo, na metade sul da República do Congo, em uma pequena porção do sudeste do Gabão e na província de Cabinda, no extremo norte de Angola. A espécie é mais comumente encontrada em áreas próximas à água, em regiões de baixa altitude com vegetação arbustiva ou arborizada ao longo das margens de lagos, rios e riachos. Está limitada ao baixo rio Congo e áreas florestais úmidas próximas.

## Comportamento
Pouco se sabe sobre o comportamento de N. christyi, mas acredita-se que seja ativa tanto durante o dia quanto à noite. É uma serpente semiaquática que passa grande parte do tempo na água, sendo uma excelente nadadora. Tende a se esconder entre rochas, em buracos ou raízes de árvores que pendem nas margens. Também utiliza estruturas artificiais, como pontes e cais, para se abrigar. Geralmente, não é agressiva, e mordidas são raras. Quando abordada na água, nada rapidamente para longe. Em terra, se ameaçada, pode se erguer, expandir seu capuz estreito e sibilar. Pode atacar se provocada intensamente.

## Reprodução
N. christyi é uma espécie ovípara, mas a temporada de acasalamento e o número de ovos postos não são conhecidos.

## Dieta
N. christyi se alimenta predominantemente de peixes e anfíbios, mas também pode predar pequenos lagartos e roedores quando há oportunidade.

## Veneno
O veneno de N. christyi não é amplamente estudado, mas acredita-se que seja perigosamente neurotóxico, como o da maioria dos elapídeos. Um estudo indicou a LD50 intraperitoneal (IP) desta espécie em 0,12 mg/kg. Pelo menos um caso de mordida em humano foi registrado, com sintomas leves (dor de cabeça, dor local), mas a espécie é capaz de causar envenenamento grave. Não há antiveneno específico produzido atualmente contra o veneno desta espécie.
Os venenos das cobras d'água foram analisados quanto à letalidade, atividade proteolítica e conteúdo proteico. Os venenos de Naja annulata annulata e Naja christyi contêm, em média, 89% de proteína e não apresentam atividade proteolítica. A LD50 intraperitoneal em camundongos para os venenos de N. a. annulata e N. christyi foi de 0,143 e 0,120 mg/kg, respectivamente. O antiveneno polivalente produzido pelo Instituto Sul-Africano de Pesquisa Médica neutralizou 575 e 200 LD50 dos venenos de N. a. annulata e N. christyi por ml de antiveneno, respectivamente. A cromatografia de troca catiônica isolou quatro picos letais do veneno de N. a. annulata e seis do veneno de N. christyi. Os principais picos letais (cerca de 12% da proteína total do veneno) foram purificados por cromatografia de peneira molecular e caracterizados como polipeptídeos de 61 (toxina de N. a. annulata) e 62 (toxina de N. christyi) resíduos com quatro meias-cistinas. A elucidação das sequências completas de aminoácidos indicou que essas toxinas pertencem à classe de neurotoxinas pós-sinápticas de cadeia curta. As neurotoxinas de cadeia curta 1 de N. a. annulata e N. christyi apresentaram LD50 intraperitoneal em camundongos de 0,052 e 0,083 mg/kg, respectivamente, e mostraram mais de 80% de homologia com a toxina alfa de N. nigricollis. A análise de fase reversa de outro pico presente em ambos os venenos isolou uma toxina com N-terminal idêntico à neurotoxina de cadeia curta 1 de N. christyi. Essas frações também continham toxinas facilmente separáveis da isotoxina de cadeia curta por cromatografia de fase reversa preparativa. A sequenciação de aminoácidos dos primeiros 28 resíduos indicou que ambas as toxinas eram neurotoxinas de cadeia longa com N-terminais idênticos. A LD50 das neurotoxinas de cadeia longa 2 dos venenos de N. a. annulata e N. christyi foi de 0,086 e 0,090 mg/kg, respectivamente. Os venenos desses elapídeos pouco conhecidos apresentam a menor LD50 intraperitoneal entre as espécies africanas de Naja estudadas até o momento e possuem altas concentrações de neurotoxinas pós-sinápticas potentes.